# Itea indochinensis
Itea indochinensis är en tvåhjärtbladig växtart som beskrevs av Elmer Drew Merrill. Itea indochinensis ingår i släktet Itea och familjen Iteaceae. Utöver nominatformen finns också underarten I. i. pubinervia.